# The Party's Over and Other Great Willie Nelson Songs
The Party's Over and Other Great Willie Nelson Songs es el sexto álbum de estudio del músico estadounidense Willie Nelson publicado por la compañía discográfica RCA Records en 1967. Alcanzó el séptimo puesto en la lista Hot Country Albums de Billboard, mientras que el sencillo "The Party's Over" llegó a la posición 24 en la lista de sencillos country.

## Lista de canciones
Todas las canciones compuestas por Willie Nelson, excepto donde se anota.
1. "Suffer in Silence" - 2:24
2. "Hold Me Tighter" - 2:26
3. "Go Away" - 2:26
4. "Ghost" - 2:25
5. "To Make a Long Story Short (She's Gone)" (Fred Foster, Nelson) - 2:20
6. "A Moment Isn't Very Long" - 2:14
7. "The Party's Over" - 2:30
8. "There Goes a Man" - 2:30
9. "Once Alone - 3:02
10. "No Tomorrow in Sight" - 3:04
11. "I'll Stay Around" (Hank Cochran, Nelson) - 2:17
12. "End of Understanding" - 2:07

## Personal
- Willie Nelson – guitarra acústica y voz.

## Posición en listas
| País           | Lista              | Posición |
| -------------- | ------------------ | -------- |
| Estados Unidos | Top Country Albums | 7        |